# Polybutène
Pour les articles homonymes, voir Polybutène (homonymie).
Le polybutène et le polyisobutylène sont des oligomères liquides largement utilisés comme plastifiants pour les polymères tels le polyéthylène. Ils sont à distinguer du polybutène-1 (PB-1).
Le polybutène est similaire mais différent du polymère polyisobutylène (PIB).